# Ebrahim Javani
Ebrahim Javani (* 15. April 1984) ist ein iranischer Straßenradrennfahrer.
Ebrahim Javani gewann 2006 in Miyaneh die dritte Etappe bei der Azerbaïjan Tour. In der Saison 2008 konnte er bei der Kerman Tour den siebten Platz in der Gesamtwertung belegen. 2010 und 2011 fuhr er für das iranische Tabriz Petrochemical Cycling Team. In seinem ersten Jahr dort gewann er eine Etappe bei der Milad-e-Do-Nur-Tour und er wurde Etappenfünfter bei der Tour de Korea.

## Erfolge
2006
- eine Etappe Azerbaïjan Tour

2010
- eine Etappe Milad-e-Do-Nur-Tour

## Teams
- 2010 Tabriz Petrochemical Cycling Team
- 2011 Suren Cycling Team